# Drymophila (planta)
Drymophila es un género de plantas con flores perteneciente a la tribu Luzuriageae de las alstroemeriáceas que contiene dos especies. 

## Especies
A continuación se brinda un listado de las especies de Drymophila  aceptadas hasta marzo de 2010, ordenadas alfabéticamente. Para cada una se provee el nombre binomial seguido del autor respectivo  —abreviado según las convenciones y usos— y la publicación válida. Finalmente, para cada especie también se detalla su distribución geográfica.
- Drymophila cyanocarpa R.Br., Prodr.: 292 (1810). Sudeste de Nueva Gales del Sur a Tasmania.
- Drymophila moorei Baker, J. Linn. Soc., Bot. 14: 571 (1875). Sudeste de Queensland a noreste de Nueva Gales del Sur.